# Katarzyna Kłosińska
Katarzyna Dorota Kłosińska z domu Mosiołek (ur. 15 września 1965 w Zielonej Górze) – polska filolog polska, językoznawczyni, doktor habilitowana nauk humanistycznych, wykładowczyni Uniwersytetu Warszawskiego. Od 1999 członkini Rady Języka Polskiego, od 2019 jej przewodnicząca. Popularyzatorka kultury języka polskiego, wieloletnia prowadząca radiowych audycji językowych.

## Życiorys
Absolwentka II Liceum Ogólnokształcącego im. Jana Śniadeckiego w Kielcach (egzamin dojrzałości w 1983). W latach 1983–1988 studiowała filologię polską na Uniwersytecie Warszawskim (magisterium w 1988). W 1994 roku uzyskała tamże stopień doktora nauk humanistycznych na podstawie rozprawy Kontrastywne studium językowego obrazu psa, kota i konia (na polskim i francuskim materiale leksykalno-frazeologicznym) (promotorka: Renata Grzegorczykowa). W 2001 roku ukończyła Studium Głosu i Wymowy Akademii Teatralnej w Warszawie. W 2013 roku habilitowała się na podstawie pracy Etyczny i pragmatyczny. Polskie dyskursy polityczne po 1989 roku. Jest zatrudniona na stanowisku profesora uczelni w Wydziale Polonistyki UW.
Do jej zainteresowań naukowych należą m.in.: kultura języka polskiego, socjolingwistyka, etnolingwistyka, politolingwistyka, leksykologia oraz semantyka.
Od 1999 roku członkini Rady Języka Polskiego przy Prezydium PAN, a od roku 2019 jej przewodnicząca, jako pierwsza kobieta na tym stanowisku. Jest również członkinią Komitetu Językoznawstwa PAN. Od 1997 roku rzeczoznawczyni w Ministerstwie Edukacji Narodowej, obecnie (2023) w Ministerstwie Edukacji i Nauki. Współpracuje z Narodowym Centrum Kultury (była między innymi współinicjatorką kampanii społecznej „Ojczysty – dodaj do ulubionych” oraz prowadziła podcast „Język Giętki” w ramach cyklu „Audycje kulturalne”). Od 2015 kieruje internetową Poradnią Językową PWN, a od 2018 – Obserwatorium Językowym UW, tworzącym słownik polskich neologizmów.
Działa także jako popularyzatorka normatywnej polszczyzny. W latach 1994–2003 współtworzyła cotygodniowe audycje w Polskim Radiu Bis. W 2004 roku rozpoczęła współpracę z Programem III Polskiego Radia; początkowo prowadziła audycję „Skąd się biorą słowa”, zaś od września 2005 roku cykl „Co w mowie piszczy?”. W maju 2020, po kontrowersjach związanych z unieważnieniem 1998. wydania Listy Przebojów, zawiesiła współpracę z Trójką. Do rozgłośni wróciła miesiąc później, za namową Kuby Strzyczkowskiego; wznowiła prowadzenie „Co w mowie piszczy?” oraz zadebiutowała z audycją poświęconą najnowszemu słownictwu polskiemu pt. „Astronomia Języka”, przygotowywaną wraz z zespołem Obserwatorium Językowego UW. Ostatnie wydania programów ukazały się, kolejno, w lipcu i sierpniu 2020. Jesienią 2020 roku dołączyła do zespołu Radia 357, gdzie prowadzi audycje „Rozmówki polsko-kubańskie” oraz „Słowa pod lupą”.

## Życie prywatne
Zamężna z Wojciechem, ma syna Michała.

## Wybrane publikacje
- Język w mediach masowych (red. wraz z Jerzym Bralczykiem), Warszawa: Upowszechnianie Nauki – Oświata „UN-O”, 2000.
- W kilku słowach: słownik frazeologiczny języka polskiego (wraz z Anną Ciesielską), Warszawa: Wydawnictwo Szkolne PWN, 2001.
- Słownik przysłów, czyli Przysłownik: pochodzenie, znaczenie, zastosowanie, Warszawa: Świat Książki, 2004.
- Formy i normy, czyli Poprawna polszczyzna w praktyce (red.), Warszawa: Felberg SJA, 2004.
- Skąd się biorą słowa, Warszawa: Świat Książki, 2005.
- Słownik przysłów: przysłownik, Poznań: Publicat, 2011.
- Etyczny i pragmatyczny. Polskie dyskursy polityczne po 1989 roku, Warszawa: Narodowe Centrum Kultury, 2012.
- Co w mowie piszczy?, Poznań: Publicat, 2013.
- Formy i normy, czyli Poprawna polszczyzna w praktyce (red.), Warszawa: Wydawnictwo Naukowe PWN, 2014.
- Dobra zmiana, czyli jak się rządzi światem za pomocą słów (współautor: Michał Rusinek), Kraków 2019.